# Skellefteå AIK Dam
 Skellefteå AIK Dam är ishockeysektionen för damerna i Skellefteå AIK. Laget skapades inför säsongen 2002/2003, och hämtade till en början spelare främst från Bergsbyns SK hade bland andra svenska landslagsspelare som Kicki Moberg, Mirja Egefjord, Elin Lundqvist, Jessica Björkman, Malin Wiklund och Johanna Fällman.
När Svenska Ishockeyförbundet inför säsongen 2008/2009 beslutade att det skulle bli en riksserie valde Skellefteå AIK att tacka nej på grund av ekonomin, och damlaget lades ned.  2017 startades dock verksamheten upp igen, och säsongen 2018-2019 spelade laget i Division 1 Norra.
Skellefteå AIK lyckades redan första säsongen efter återstarten vinna serien och kvalade därmed till högsta serien SDHL, dock utan att lyckas gå upp. En serieseger följt av kvalförlust var sedan någonting som upprepades varje säsong, innan laget till slut lyckades vinna kvalet säsongen 2023-2024 efter att ha besegrat AIK från Stockholm i en avgörande matchserie om tre matcher, och kvalificerade sig därmed för SDHL.

### Fotnoter
1. ↑  ”Laget”. Skellefteå AIK. http://www.laget.se/SAIKDAM/648-omlaget.html. Läst 16 oktober 2011.
2. ↑  ”Skellefteå damhockey läggs ner” (på svenska). SVT Sport. 17 juni 2008. https://www.svt.se/nyheter/lokalt/vasterbotten/skelleftea-damhockey-laggs-ner. Läst 25 mars 2020.
3. ↑  ”Skellefteå Damhockey lägger ner elitsatsningen”. Norran. 16 juni 2008. Arkiverad från originalet den 25 maj 2012. https://archive.is/20120525171831/http://norran.se/2008/06/hockeylokalt/skellefteadamhockeylaggernerelitsatsningen/. Läst 16 oktober 2011.
4. ↑  ”Skellefteå klart för SDHL”. www.vk.se. 9 mars 2024. https://www.vk.se/2024-03-09/skelleftea-klart-for-sdhl-5da04. Läst 18 april 2025.